# منتخب المجر لكرة اليد الشاطئية
منتخب المجر لكرة اليد الشاطئية هو ممثل المجر الرسمي في المنافسات الدولية في كرة اليد الشاطئية
.